# Polystachya ramulosa
Polystachya ramulosa är en orkidéart som beskrevs av John Lindley. Polystachya ramulosa ingår i släktet Polystachya och familjen orkidéer. Inga underarter finns listade i Catalogue of Life.